# 魏尔布施
魏尔布施是德国莱茵兰-普法尔茨州的一个市镇。总面积4.22平方公里，总人口1398人，其中男性675人，女性723人（2011年12月31日），人口密度331人/平方公里。